# Zaireichthys kafuensis
Zaireichthys kafuensis är en fiskart som beskrevs av Eccles, Tweddle och Skelton 2011. Zaireichthys kafuensis ingår i släktet Zaireichthys och familjen Amphiliidae. Inga underarter finns listade i Catalogue of Life.